# Evangelische Kirche Fürfeld (Bad Rappenau)

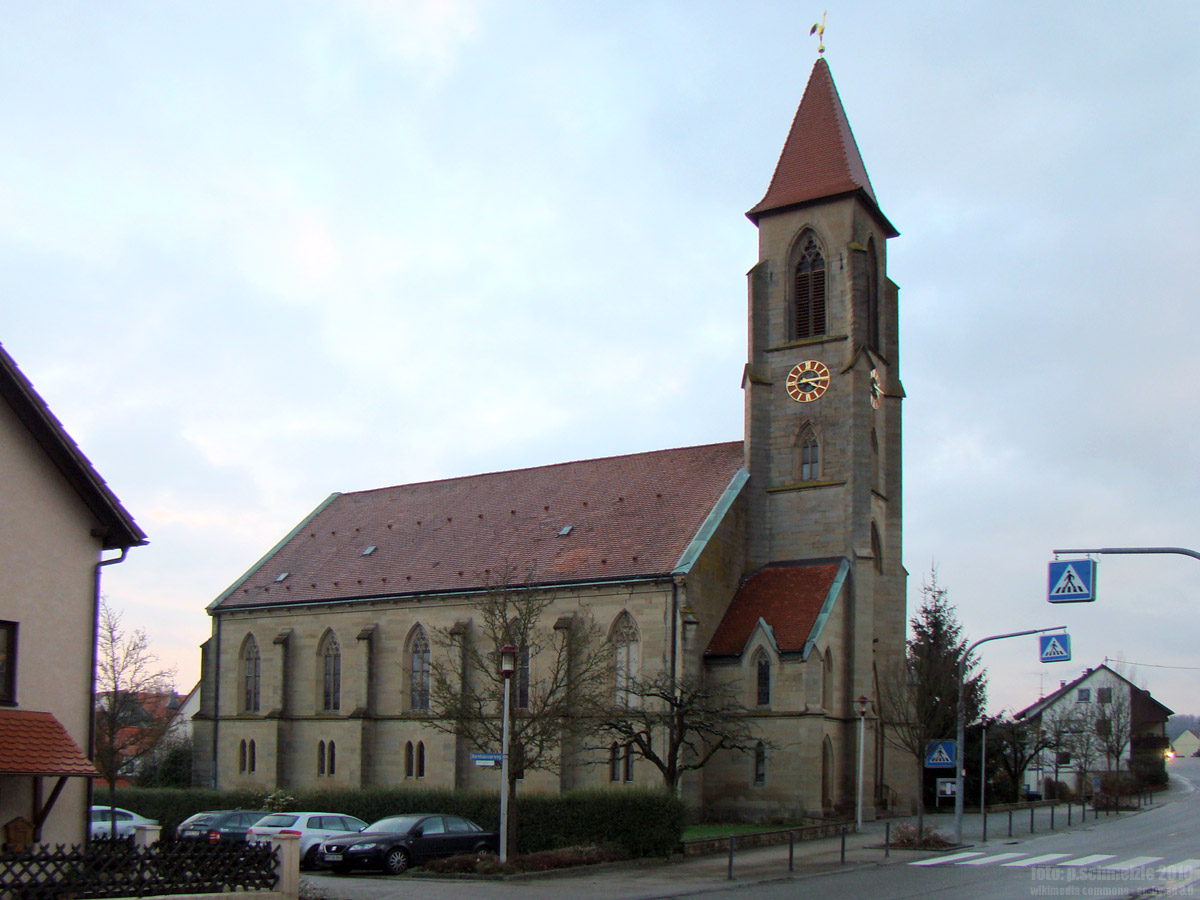
Evangelische Kirche in Fürfeld

Die Evangelische Kirche in Fürfeld, einem Stadtteil von Bad Rappenau im Landkreis Heilbronn im nördlichen Baden-Württemberg, wurde 1871/73 im Stil der Neogotik erbaut. Die Kirchengemeinde gehört zum Kirchenbezirk Heilbronn der Evangelischen Landeskirche in Württemberg.

## Geschichte

### Vorgängerbau

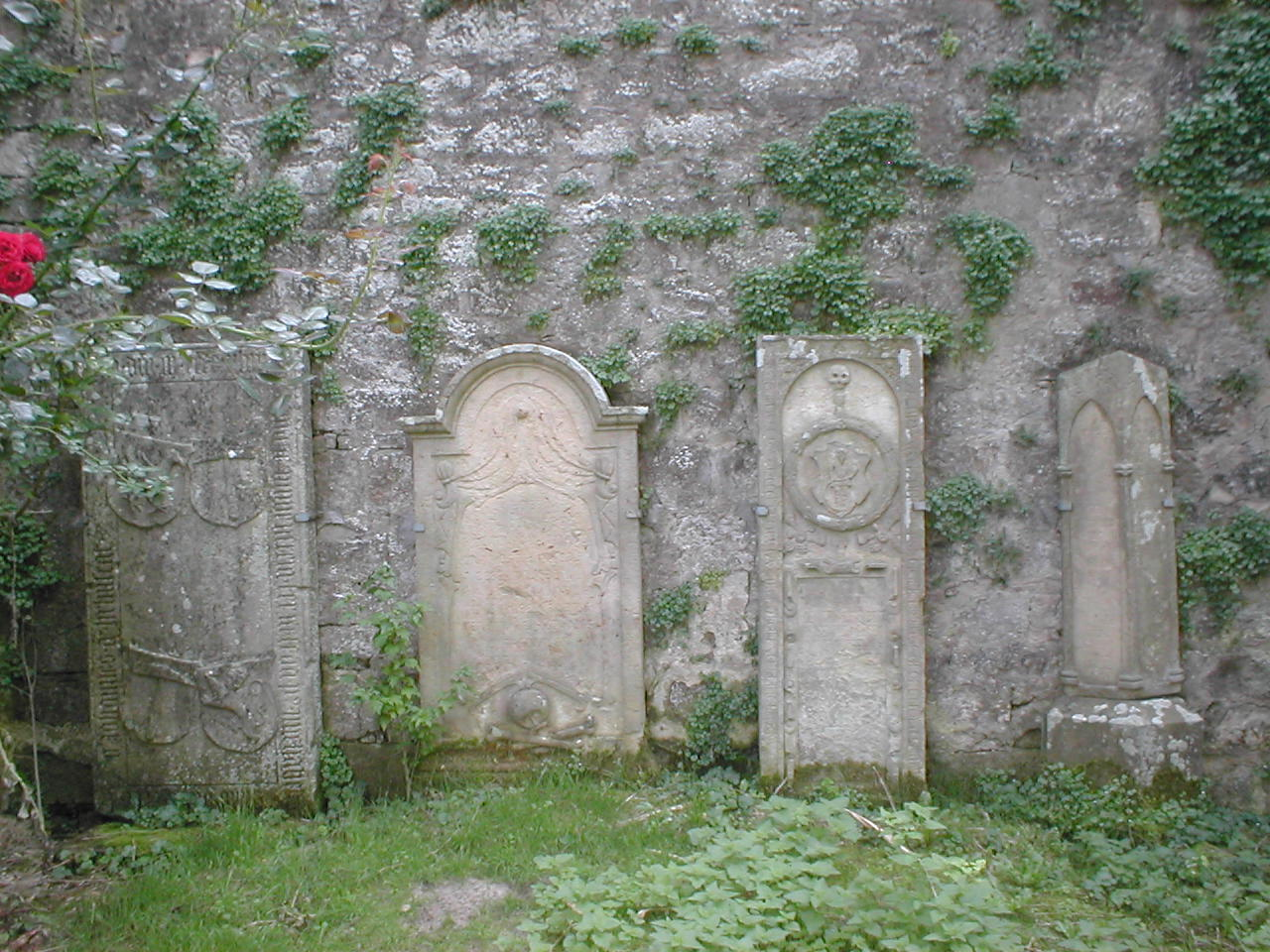
Grabmale aus der alten Kirche beim Schloss Fürfeld

Eine Kirche in Fürfeld bestand bereits seit dem 13. oder 14. Jahrhundert und war dem Heiligen Kreuz geweiht. Durch den Einsatz des Fürfelder Ortsherren Philipp von Gemmingen für die Sache der Reformation wurde Fürfeld bereits 1521 mit der Berufung des evangelischen Pfarrers Martin Germanus reformiert. Die alte Kirche befand sich in der Ortsmitte neben dem alten Pfarrhaus, hatte 1712 einen neuen Turm erhalten, war jedoch 1769 schon wieder stark sanierungsbedürftig. Die Überlegungen zu einem Neubau und die Gründung eines Kirchenbaufonds gehen bereits auf die 1780er Jahre zurück. Die Baupläne zogen sich jedoch mehrere Jahrzehnte hin, da die Finanzierung eines Neubaus zunächst unklar war. Die Ortsherrschaft war in der zweiten Hälfte des 18. Jahrhunderts überschuldet und der Ort stand unter Zwangsverwaltung des Ritterkantons Kraichgau. Nach Aufhebung der Reichsritterschaft blieben die Gemeindefinanzen durch die hohen Abgaben der Kriegsjahre 1806 bis 1814 desolat. Die Gemeinde versuchte außerdem in einem von 1841 bis 1845 geführten Prozess vor dem Zivilsenat des königlichen Gerichtshofs in Esslingen, die Baulast auf die Freiherren von Gemmingen als Kirchenpatrone und Grundherren abzuwälzen, was jedoch vom Zivilsenat abgelehnt wurde. Unterdessen musste 1841 der Turm der alten Kirche wegen Baufälligkeit abgerissen werden. Ab 1843 war die Pfarrstelle nur noch mit einem Pfarrverweser besetzt, so dass das alte Pfarrhaus 1844 an die Gemeinde verkauft und zu einem Armenhaus umgebaut wurde. Erst 1869 war ein Platz für einen Kirchenneubau gefunden. Die alte Kirche wurde nach Fertigstellung des Kirchenneubaus an einen Landwirt verkauft, 1874 zu einer Scheune umgebaut und um 1972 abgerissen. Einige historische Grabmale und sonstige Steine aus der alten Kirche wurden ins Schloss Fürfeld verbracht.

### Kirchenneubau 1871/73

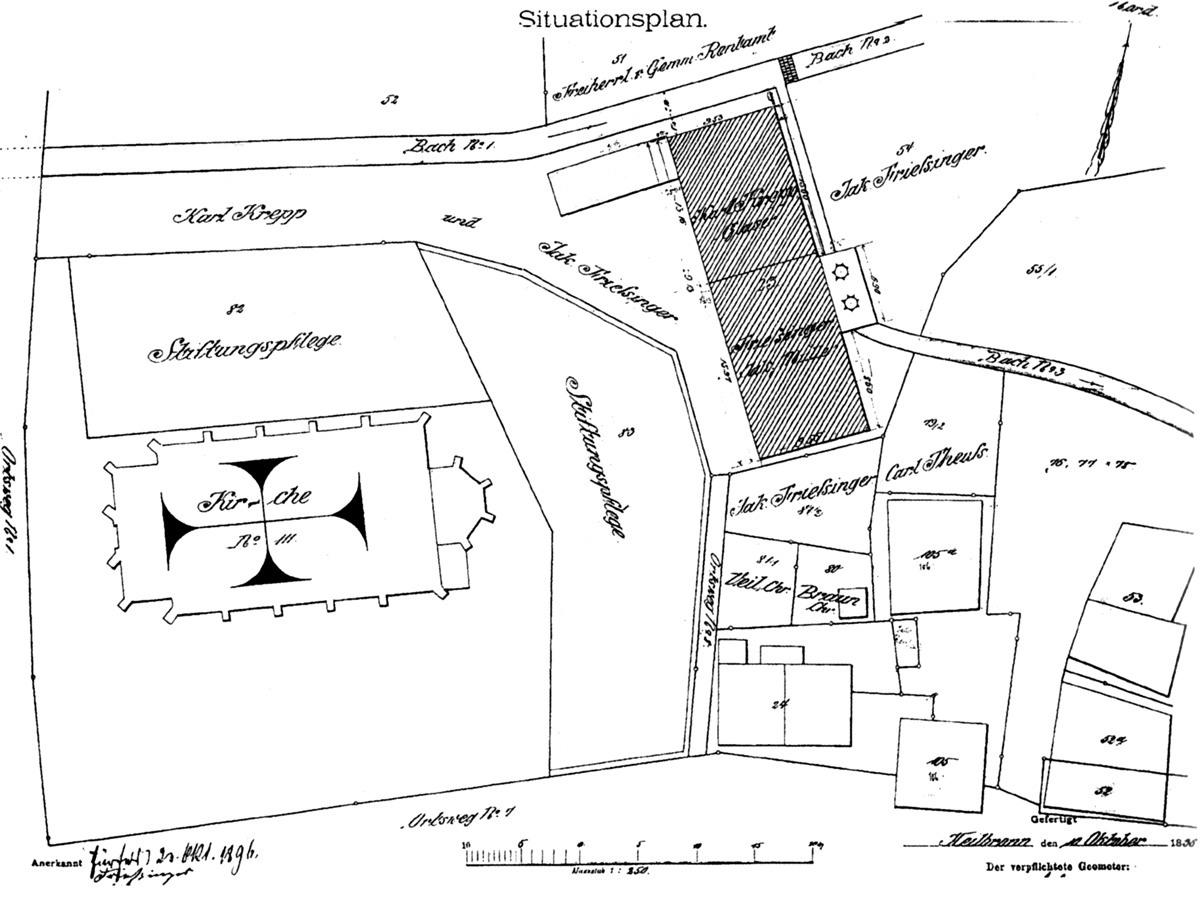
Lageplan der Kirche und der östlich anschließenden Gebäude von 1896

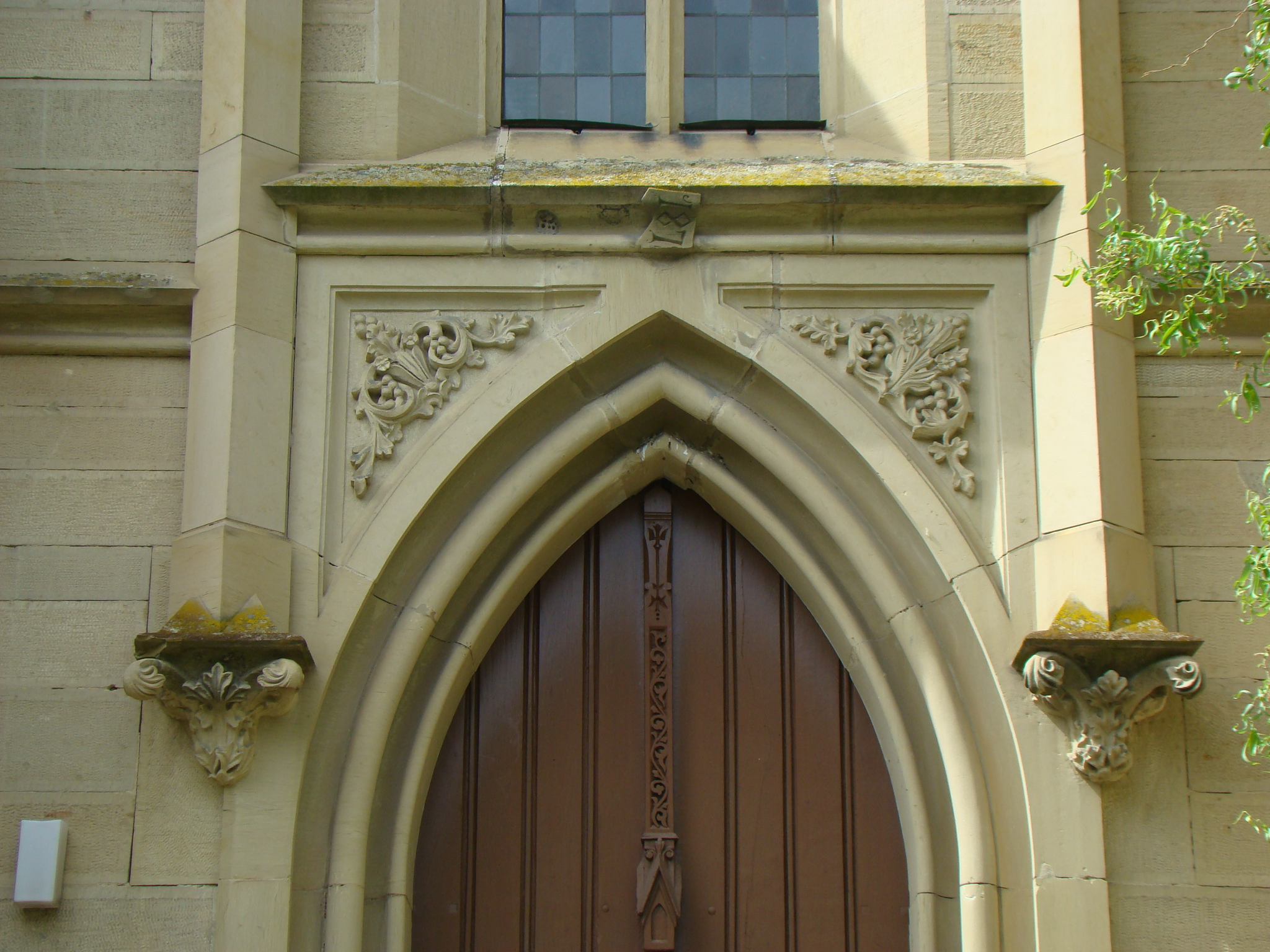
Bauschmuck am Südportal

Nachdem man zunächst erwogen hatte, eine neue Kirche auf dem Platz beim Gasthaus Ochsen zu erbauen, erwarb die Gemeinde am 7. Dezember 1869 das ehemalige Postgebäude an der Heilbronner Straße außerhalb des Ortskerns. Zum Postanwesen gehörten eine Scheune, Feldflächen sowie ein Steinbruch. Das Postgebäude war 1849 nach Brand neu errichtet worden und diente ab 1870 als Pfarrhaus. Die Kirche wurde auf den umliegenden Freiflächen erbaut, wobei die zum Bau der Kirche benötigten Steine teilweise in dem zugehörigen Steinbruch gewonnen wurden. Die Pläne für die Kirche entwarf der Heilbronner Baurat Albert Barth. Den steinernen Turmhelm sowie eine neogotische Kanzel entwarf Paul Burkhardt. Der Kirchenbau begann 1871 und war mit der Einweihung des Bauwerks im Oktober 1873 abgeschlossen.
Die Orgel der Kirche erbaute Christoph Ludwig Goll in Kirchheim unter Teck. Zahlreiche Ausstattungsgegenstände der Kirche wurde von der Familie von Gemmingen gestiftet. Der Heilbronner Oberamtsrichter Karl von Gemmingen stiftete ein Glasfenster für den Chor, das die Geburt Christi zeigt, sowie verschiedene Geräte für das Abendmahl. Ernst und Franz von Gemmingen stifteten Taufgeräte, weitere Angehörige der Familie stifteten weiteres liturgisches Gerät.
Nach dem Zweiten Weltkrieg wurde die Kirche durch mehrere Umbauten stark vereinfacht. Anstelle des aus Sandsteinmaßwerk gebildeten Turmhelms erhielt der Kirchturm 1951 ein ziegelgedecktes Dach nach Plänen von Hannes Mayer, außerdem wurden damals die einst außen an der Kirche befindlichen Fialen entfernt und drei neue Glocken beschafft. 1961/62 wurde die Kirche innen renoviert, wobei nahezu die gesamte neogotische Innenausstattung (Emporen, Kanzel, Holzgewölbedecke, Taufstein) entfernt wurde. Im Zuge dieser Renovierung erhielt die Kirche drei neue Chorfenster von Peter Jakob Schober sowie eine zweimanualige Orgel mit 14 Registern von Walcker.
1970 wurde neben der Kirche ein neues Pfarrhaus errichtet, woraufhin das alte Pfarrhaus verkauft wurde.
Im Jahr 1987 wurden in der Kirche ein Gemeindesaal, Teeküche und Toiletten eingebaut. 1988 erhielt die Kirche ein Christus-Relief aus Terrakotta und Holzbohlen von Reinhard Siecke. Die letzte größere Renovierung an der Kirche fand 2004 statt, als der stählerne Glockenstuhl gegen einen hölzernen ersetzt und zwei weitere Glocken von der Glockengießerei Bachert aufgehängt wurden.

## Beschreibung

### Architektur
Die evangelische Kirche Fürfeld ist eine einschiffige Hallenkirche mit einem nach Osten angebauten Chor und einem aus dem Westgiebel hervorragenden Turm. Das Kirchengebäude hat eine Länge von 22 Metern und eine Breite von 14 Metern. Im Innenraum sind 630 Sitzplätze vorhanden, von denen sich rund 190 Plätze auf der Empore befinden.
Den Chor der Kirche schmücken drei Glasfenster von Peter Jakob Schober, die Szenen aus Altem und Neuem Testament zeigen. Das alte Chorfenster mit der Geburt Christi wurde in ein Fenster an der Nordseite der Kirche eingesetzt.

### Glocken
Die Kirchengemeinde hatte bereits 1866 eine bei Knittel in Cannstatt gegossene Bronzeglocke besorgt. Diese Glocke hatte einen Durchmesser von 85 cm und ein Gewicht von 380 kg. Ihr Inschrift lautete LOBET IHN IN DER HÖHE PSALM. 148,1. Beim Kirchenneubau 1873 stellte man diese Glocke vorerst außer Dienst und beschaffte drei neue, bei der Glockengießerei Bachert in Kochendorf (Bad Friedrichshall) gegossene Glocken. Die größte dieser Glocken hatte den Schlagton fis‘, einen Durchmesser von 103 cm und ein Gewicht von 658 kg. Ihre Inschrift lautete EHRE SEI GOTT IN DER HÖHE U. FRIEDE AUF ERDEN U. DEN MENSCHEN EIN WOHLGEFALLEN. Die mittlere Glocke hatte den Schlagton b‘, einen Durchmesser von 86 cm und ein Gewicht von 375 kg. Die kleinste Glocke hatte den Schlagton cis‘‘, einen Durchmesser von 67 cm und ein Gewicht von 175 kg.
Im Ersten Weltkrieg mussten 1917 die größte und die kleinste der Glocken von 1873 zu Rüstungszwecken abgeliefert werden. Die mittlere Glocke war 1920 noch vorhanden. In den späten 1920er Jahren bestand das Dreigeläut der Kirche dann aus der wieder in Dienst gestellten alten Glocke von 1866 sowie einer 1922 bei Bachert in Kochendorf (Bad Friedrichshall) gegossenen Bronzeglocke mit dem Schlagton c‘‘, einem Durchmesser von 75 cm und einem Gewicht von 236 kg mit der Inschrift GOTT IST UNSERE ZUVERSICHT UND STÄRKE. PSALM 46,2. sowie einer 1926 bei Heinrich Kurtz in Stuttgart gegossenen Bronzeglocke mit dem Schlagton g‘, einem Durchmesser von 103 cm und einem Gewicht von 657 kg mit der Inschrift DEIN REICH KOMME. AUS TIEFER NOT SCHREI ICH ZU DIR. HERR GOTT, ERHÖR MEIN RUFEN.
Im Zweiten Weltkrieg mussten abermals Glocken abgeliefert werden, so dass nur noch die Glocke von 1922 in Fürfeld verblieb. 1951 wurde ein neues Dreigeläut bei Kurtz in Stuttgart gegossen, in das die Glocke von 1922 als Umguss mit einging. Die größte der Bronzeglocken ist die Betglocke, ihre Inschrift lautet DEIN NAME WERDE GEHEILIGT. Die mittlere Glocke ist die Kreuzglocke, ihre Inschrift lautet ER IST UNSER FRIEDE. Die kleinste der Glocken ist die Taufglocke, ihre Inschrift lautet ER MUSS WACHSEN, ICH ABER MUSS ABNEHMEN. Das Geläut wurde 1961 elektrifiziert.
2004 wurde ein neuer Glockenstuhl installiert und das Geläut um die Glocke Dominika und um die Segensglocke erweitert. Beide wurden bei Bachert in Karlsruhe gegossen. Dominika trägt eine längere Inschrift und ist mit zahlreichen Symbolen und Schmuckelementen verziert. Die Segensglocke trägt ebenfalls eine längere Inschrift und ist ebenfalls reich verziert.
| Glocke | Name         | Gussjahr | Gießer                             | Gewicht | Durchmesser | Nominal |
| ------ | ------------ | -------- | ---------------------------------- | ------- | ----------- | ------- |
| 1      | Dominika     | 2004     | Glockengießerei Bachert, Karlsruhe | 892 kg  | 1161 mm0    | f′      |
| 2      | Betglocke    | 1951     | Glockengießerei Kurtz, Stuttgart   | 657 kg  | 1034 mm0    | g′      |
| 3      | Kreuzglocke  | 1951     | Glockengießerei Kurtz, Stuttgart   | 391 kg  | 864 mm      | b′      |
| 4      | Taufglocke   | 1951     | Glockengießerei Kurtz, Stuttgart   | 273 kg  | 767 mm      | c″      |
| 5      | Segensglocke | 2004     | Glockengießerei Bachert, Karlsruhe | 218 kg  | 699 mm      | d″      |